# 王子サービスセンター
王子サービスセンター（おうじサービスセンター）は北海道苫小牧市にかつて存在した企業。スーパーマーケットを展開していた。

## 概要
1910年（明治43年）に王子製紙配給所を苫小牧工場内に開設したのが始まりである。1962年（昭和37年）8月13日に「株式会社王子サービスセンター」を設立し、同年10月1日に苫小牧市王子町に王子製紙苫小牧工場の関係者を中心に一般市民も対象としたスーパーマーケット「王子サービスセンター」を開設した。
1964年（昭和39年）4月に春日井市にも店舗を開設した。
1970年（昭和45年）10月に王子製紙と北日本製紙の合併に伴って北日本サービスセンターを合併し、江別市内の4店舗の営業を継承した。
1976年（昭和51年）と1977年（昭和52年）の2年連続で北海道のスーパーマーケットでは売上高1位となった。
1986年には、北海道チェーンストアランキングでは第8位であった。
2003年（平成15年）1月31日には、デフレ等による消費の低迷や競争の激化などを理由にマックスバリュ北海道にストア部門を譲渡することが発表された。4月1日に5店舗が譲渡され、王子店、春日店は3月末をもって閉店。営業譲渡後も食材等の外商事業を中心に営業を継続していたが、経営の合理化のため、7月1日にホテルニュー王子と合併した。

### 王子サーモン
1964年（昭和39年）苫小牧市浜町で当社の一部門としてスモークサーモンの製造販売を開始し、1967年（昭和42年）10月に分離独立させ、1969年（昭和44年）に「王子サーモン株式会社」へ社名を変更した。

## 沿革
- 1910年（明治43年） - 王子製紙配給所を苫小牧工場内に開設[4]。
- 1962年（昭和37年）
  - 8月13日 - 「株式会社王子サービスセンター」を設立[1]。
  - 10月1日 - 苫小牧市王子町にスーパーマーケット「王子サービスセンター」を開設[5]。
- 1964年（昭和39年）4月 - 春日井市に店舗を開設[6]。
- 1970年（昭和45年）10月 - 王子製紙と北日本製紙の合併に伴い、北日本サービスセンターを合併し[6]、江別市内の4店舗の営業を継承[7]。
- 2003年
  - 3月31日：王子店、春日店閉店
  - 4月1日：マックスバリュ北海道[注 1]に5店舗を譲渡[13]
  - 7月1日：ホテルニュー王子と合併[10]

## 店舗
マックスバリュ北海道（MV）に譲渡された店舗
- 花園店（苫小牧市花園町1-5-1[14]、1976年（昭和51年）3月12日開店[14][15]）

敷地面積約7,873m2、鉄骨モルタル造平屋建て、延べ床面積約3,950m2、売場面積約2,527.6m2（直営店舗面積約1,800.0m2）、駐車台数約300台。
アストラボウリング場跡に出店。
譲渡され2003年4月5日にMV花園店として開店。2010年4月16日に隣接地に建て替え、MV新花園店となった。
旧店舗が建っていた場所は現在、ホリデイスポーツクラブとテナントとして入居していたツルハドラッグが建っている。
- 澄川店（苫小牧市澄川町3-1-1[19]、1981年（昭和56年）11月10日開店[20]）

売場面積1,272m2。
譲渡され2003年4月10日にMV澄川町店として開店。
- 支笏湖通店（苫小牧市元中野町2丁目[5]）

売場面積944m2。
譲渡され2003年4月5日にMV支笏湖通店として開店。
- 有珠川店（苫小牧市有珠の沢町4丁目[5]）

末広店をスクラップアンドビルドする形で開店した。
譲渡され2003年4月7日にMV有珠川店として開店。2019年2月28日閉店。現在はセイコーマート苫小牧有珠の沢店。
- 王子病院店

譲渡され2003年4月1日にMV王子病院店として開店。2016年3月31日閉店。現在はローソン王子総合病院店

### かつて存在した店舗

#### 苫小牧市
- 中部店[5] → 王子店（苫小牧市王子町1丁目3-38[2]（旧・23[25]）、1962年（昭和37年）10月1日開店[5]）

売場面積1,372m2→1,607m2。
取扱商品：食料品・衣料品・雑貨。
- 山手店→リビングプラザ山手店（苫小牧市北光町2丁目14-9[26]（旧・山手町43[27]）、1969年（昭和44年）開店[5]）

売場面積242m2→712m2→1,362m2。
取扱商品：食料品・衣料品・雑貨。
- 西部店（苫小牧市弥生町1-18-16[2]（旧・8[27]）、1970年（昭和45年）開店[5]）

売場面積259m2。
取扱商品：食料品・衣料品・雑貨。
- 東部店（苫小牧市表町18[28]（現・表町1丁目）、）

売場面積145m2。
- 春日店（苫小牧市春日町21-1[2]、1972年（昭和47年）7月開店[2]）

売場面積681m2。
- 花園店（苫小牧市花園町1-5-1[2]、1976年（昭和51年）6月開店[2]）

売場面積2,894m2。
- 末広店（苫小牧市末広町1-20-10[2]、1977年（昭和52年）9月開店[2]）

売場面積600m2。
有珠川店の開設に伴い、スクラップアンドビルドする形で閉店した。
- 澄川店（苫小牧市澄川町1-13-8[2]、1976年（昭和51年）12月開店[2]）

売場面積92m2。
- 有明店（北海道苫小牧市有明町2丁目8-15。1988年（昭和63年）10月5日開店。)

コンビニ形式で開業したが、営業不振となりコンビニ形式を取り止めた。(現在は王子サーモン苫小牧・北海道工場直営店)

#### 江別市
- 江別支店王子ストアー (江別市7条7丁目[2]（旧・王子6[26]）、1966年（昭和41年）10月開店[2])

売場面積922m2。
- 江別支店大麻ストアー (江別市大麻東町13-11[2]、1970年（昭和45年）10月開店[2])

売場面積710m2。
- 江別支店元江別ストアー (江別市元江別395[26][2]、1970年（昭和45年）10月開店[2]）

売場面積424m2→808m2。
- 江別支店錦町ストアー (江別市錦町13-3-6[4])

売場面積968m2。

#### 春日井市
- 春日井店 (愛知県春日井市王子町1[30]、1964年（昭和39年）4月開店[31])

売場面積623m2。
- - 現在は、ファミリーマート 春日井王子町店、および、三菱UFJ銀行ATMコーナー王子サービスセンターがある。[要出典]
- 勝川店 (愛知県春日井市八幡町107-6[2]、1971年（昭和46年）8月開店[2]）

売場面積364m2。

#### その他の事業所
- 札幌営業所 (札幌市中央区北1条西1丁目[32])
- 東京営業所 (東京都中央区銀座4-7-5王子製紙ビル1階[33])
- 大阪営業所 (大阪市北区中之島3-3朝日ビル[32])

## 関連会社
- 王子サーモン株式会社（苫小牧市糸井39番地12[34]）

（初代）工場（苫小牧市浜町2丁目）